# Vinište (Žepče, BiH)
Vinište je naseljeno mjesto u sastavu općine Žepče, Federacija Bosne i Hercegovine, BiH.
Vinište je smješteno na lijevoj obali rijeke Bosne i udaljeno je od općinskog središta u Žepču sedam kilometara, a od Zavidovića udaljeno je šest kilometara. Kroz naselje prolazi lokalna asfaltirana cesta koja povezuje Vinište s naseljima Žepče i Zavidovići. Kroz naselje prolazi i željeznička pruga. Naselje posjeduje četverogodišnju osnovnu školu koja je u sastavu Osnovne škole Žepče.

## Povijest
Prvi puta Vinište se spominje 15. rujna 1649. godine kada je biskup fra Marijan Maravić na katoličkom groblju u selu Viništu krizmao 159 krizmenika.
Do 2001. godine, Vinište se nalazilo u sastavu općine Zavidovići. Odlukom visokog predstavnika Europske unije u BiH Vinište je pripojeno općini Žepče.

## Stanovništvo
| Vinište            |                |              |              |
| godina popisa      | 1991.          | 1981.        | 1971.        |
| Hrvati             | 1.005 (94,72%) | 937 (92,04%) | 875 (98,53%) |
| Muslimani          | 31 (2,92%)     | 25 (2,45%)   | 4 (0,45%)    |
| Srbi               | 7 (0,65%)      | 6 (0,58%)    | 8 (0,90%)    |
| Jugoslaveni        | 12 (1,13%)     | 44 (4,32%)   | 0            |
| ostali i nepoznato | 6 (0,56%)      | 6 (0,58%)    | 1 (0,11%)    |
| ukupno             | 1.061          | 1.018        | 888          |

## Poznate osobe
- Ante Mate Ivandić, hrvatski književnik i prevoditelj iz Bosne i Hercegovine.
- Ivan Tomislav Međugorac, franjevac i znanstvenik